# Мелтън Моубрей
Мелтън Моубрей (на английски: Melton Mowbray) е град в североизточната част на област Лестършър - Ийст Мидландс, Англия. Той е административен и стопански център на община Мелтън. Населението на града към 2001 година е 25 554 жители.
Мелтън Моубрей е известен с кулинарните си специалитети сред които са едноименния пай със свинско месо и сиренето „Стилтън“.

## География
Мелтън Моубрей е разположен в централната част на община Мелтън. Най-големият град на графството – Лестър отстои на около 22 километра в югозападна посока. Приблизително на същото разстояние северозападно от града се намират южните части на агломерацията Голям Нотингам.

## Демография
Изменение на населението за период от две десетилетия 1981-2001 година:
| година    | 1981   | 1991   | 2001   |
| --------- | ------ | ------ | ------ |
| население | 23 379 | 24 348 | 25 554 |